# Église Saint-Nicaise de Chilly
L'église Saint-Nicaise de Chilly  est une église fortifiée de Thiérache située à Chilly (Ardennes), France. 

## Description

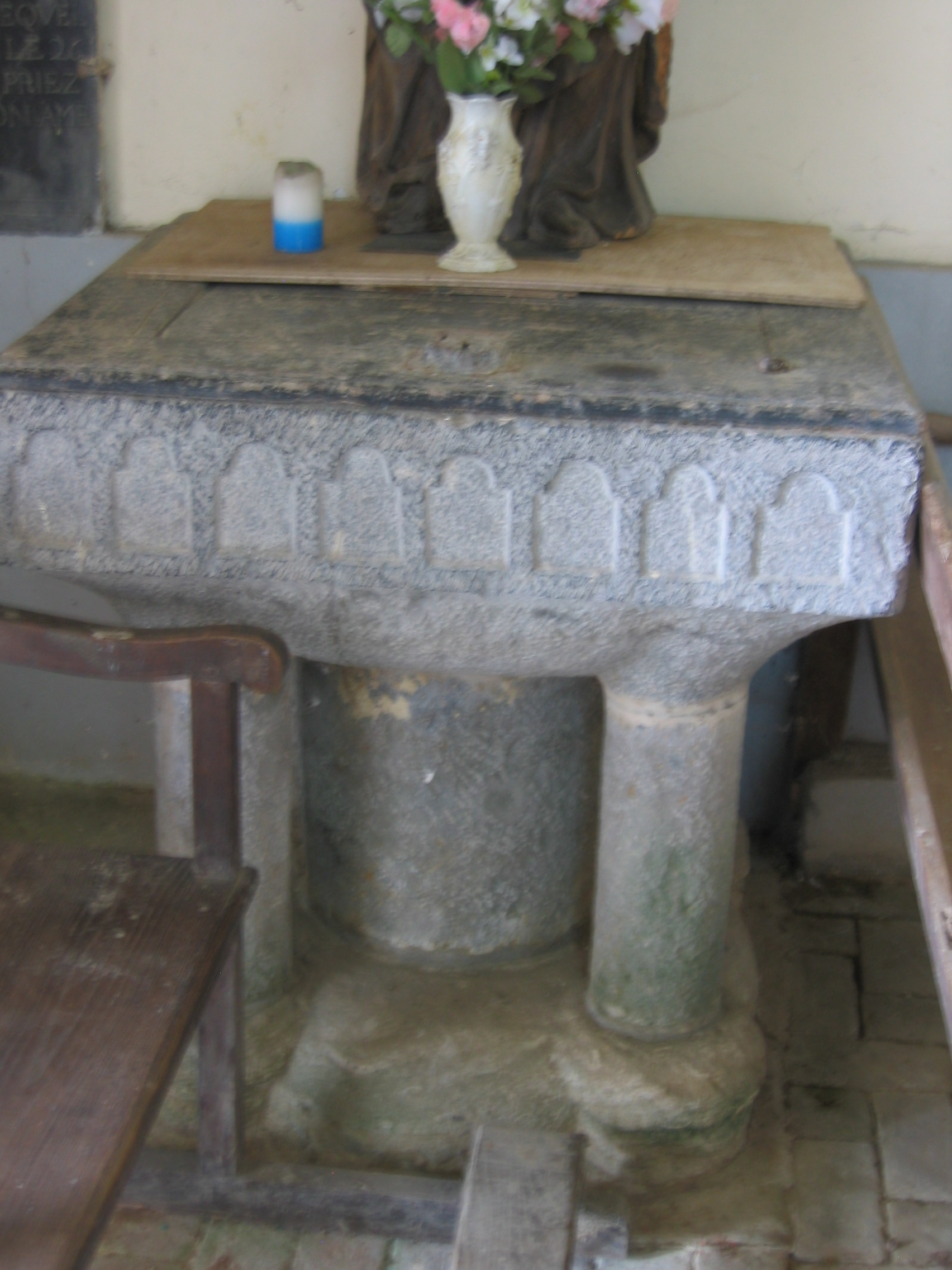
Fonts baptismaux

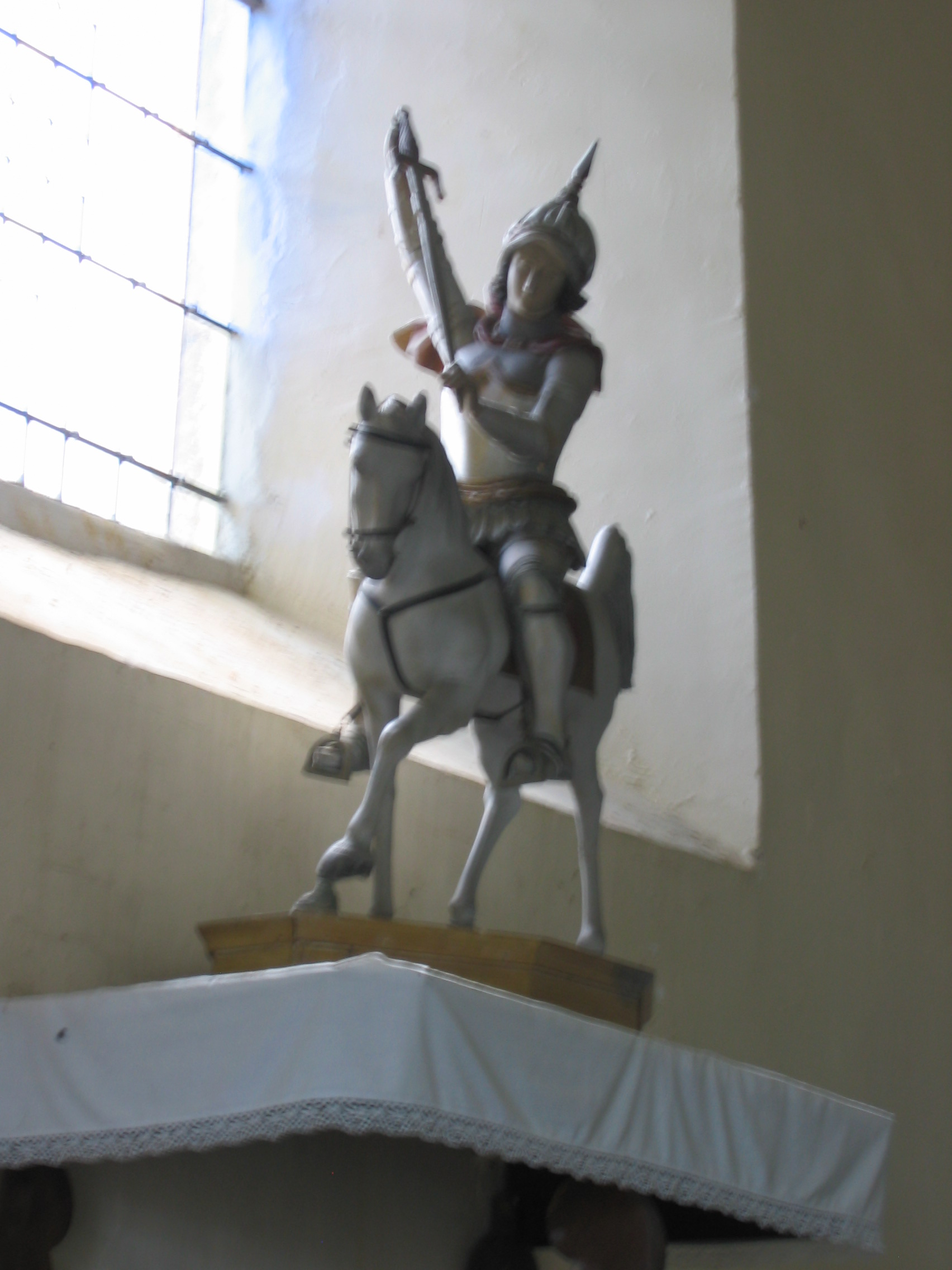
statue en bois de saint Gorgon

Les éléments les plus anciens reflètent une influence du style roman, tels de petites baies et une porte étroite, murées maintenant. L'entrée dans l'église a été inversée : à l'ancienne porte occidentale se substitue une entrée à l'autre extrémité, par une porte placée à l'Est, sous une tour carrée.
Les fonts baptismaux constituent un élément particulièrement intéressant, de style roman là encore, en pierre bleue de Givet. Ils sont carrés, martelés. Ils s'appuient sur une pile centrale et quatre piles d'angle, et sont décorés avec des arcatures. Une statue de saint Gorgon, en bois polychrome, orne également l'intérieur de l'édifice.

## Localisation
L'église est située sur la commune de Chilly, dans le département français des Ardennes, dans la partie méridionale de la rue principale.

## Historique
L'église existe dès le XIIe siècle. Elle appartient au chapitre de Reims,.
Elle est reconstruite en partie, et fortifiée au XVIe siècle avec l'édification d'une énorme tour carrée. C'est sans doute à cette époque que l'entrée est inversée. Pendant la Première Guerre mondiale, cette tour carrée est détruite. Elle est reconstruite mais avec des dimensions moins imposantes.